# 板桥镇 (遵义市)
板桥镇，是中华人民共和国贵州省遵义市汇川区下辖的一个乡镇级行政单位。

## 行政区划
板桥镇下辖以下地区：
板桥社区、板桥村、娄山关村、白果村、大沟村、长田村、中寺村和柏杨村。